# UK DVD Chart
The Official UK Video/DVD Chart é uma tabela musical do Reino Unido, compilada pela The Official Charts Company com o apoio da British Video Association. A tabela baseia-se na recolhe de dados e agrupar em posições. É actualizada semanalmente.

## Primeiras posições
A dia 2 de Agosto de 2009:
- A primeira posição pertence a "Moonwalker" de Michael Jackson
  - A tabela musical é actualizada e anunciada todas as Segundas-feiras.